# 贾丝明·穆尔
贾丝明·穆尔（英語：Jasmine Moore，2001年5月1日—），美国女子田径运动员，主攻跳远和三级跳远，2017年泛美U20田径锦标赛女子三级跳远铜牌得主、2024年夏季奥林匹克运动会女子三级跳远铜牌得主。